# پانچکس آبی پودری
پانچکس آبی پودری با نام علمی Pachypanchax omalonotus، گونه ای از برکه ماهی ها و خانواده ساده لبان بومی بوده و بومی ماداگاسکار است. زیستگاه اصلی این گونه جزیره نوسی بی و حوضه رودخانه سامبیرانو و نهرهای مجاور در سرزمین اصلی است. زیستگاه طبیعی آن رودخانه ها است.